# Yvon Quernec
Yvon Quernec es un deportista francés que compitió en vela en la clase Tornado.
Ganó una medalla de bronce en el Campeonato Mundial de Tornado de 1993 y dos medallas en el Campeonato Europeo de Tornado, plata en 1994 y bronce en 1992.

## Palmarés internacional
| \| Campeonato Mundial \| Campeonato Mundial \| Campeonato Mundial \| Campeonato Mundial \| \| Año \| Lugar \| Medalla \| Clase \| \| ------------------ \| --------------------------- \| ------------------ \| ------------------ \| \| 1993 \| Long Beach (Estados Unidos) \| Medalla de bronce \| Tornado \| \| Campeonato Europeo \| \| \| \| \| Año \| Lugar \| Medalla \| Clase \| \| 1992 \| Chipiona (España) \| Medalla de bronce \| Tornado \| \| 1994 \| Cagliari (Italia) \| Medalla de plata \| Tornado \| |                             |                   |         |
| Campeonato Mundial |                             |                   |         |
| Año | Lugar                       | Medalla           | Clase   |
| 1993 | Long Beach (Estados Unidos) | Medalla de bronce | Tornado |
| Campeonato Europeo |                             |                   |         |
| Año | Lugar                       | Medalla           | Clase   |
| 1992 | Chipiona (España)           | Medalla de bronce | Tornado |
| 1994 | Cagliari (Italia)           | Medalla de plata  | Tornado |